# Куйбышев (Западно-Казахстанская область)
Куйбышев (каз. Куйбышев) — упразднённое село в Бокейординском районе Западно-Казахстанской области Казахстана. Входило в состав сельского округа им. Темира Масина. Код КАТО — 275437200. Ликвидировано в 2013 г.

## Население
В 1999 году население села составляло 183 человека (94 мужчины и 89 женщин). По данным переписи 2009 года, в селе проживало 17 человек (8 мужчин и 9 женщин).